# Big Brothers
Albums de Vulcain
Desperados
(1986) Transition
(1989)
Big Brothers est le troisième album studio du groupe de hard rock français Vulcain sorti en 1986. 
L'album comporte une reprise de Jacques Dutronc, On Nous Cache Tout On Nous Dit Rien. Jeudi 19 juin est une chanson blues en hommage à Coluche. L'album fut aussi réédité en 2007 dans une version remastérisée via le label XIII Bis Records.

## Liste des titres
| 1.    | Khadafi                             | Daniel Puzio              | Daniel Puzio                | 4:17 |
| 2.    | Le Soviet Suprême                   | Elie Benali               | Daniel Puzio                | 4:22 |
| 3.    | Les Plaisirs Solitaires             | Elie Benali               | Daniel Puzio                | 3:35 |
| 4.    | Drôles de Jeux                      | Daniel Puzio              | Daniel Puzio                | 5:51 |
| 5.    | On Nous Cache Tout On Nous Dit Rien | Jacques Lenzman           | Jacques Dutronc             | 3:19 |
| 6.    | Faire du Rock                       | Daniel Puzio              | Daniel Puzio                | 4:16 |
| 7.    | Grand Prix                          | Elie Benali               | Daniel Puzio                | 3:35 |
| 8.    | 22                                  | Elie Benali               | Daniel Puzio                | 4:11 |
| 9.    | Marylou                             | Elie Benali, Daniel Puzio | Daniel Puzio                | 3:00 |
| 10.   | Jeudi 19 juin                       | Elie Benali               | Daniel Puzio, Vincent Puzio | 6:59 |
| 43:25 |                                     |                           |                             |      |

## Composition du groupe
- Daniel Puzio - guitare solo, chants
- Didier Lohezic - guitare rythmique
- Vincent Puzio - basse
- Marc Varez - batterie

### Musiciens additionnels
- Elie Benali - guitare acoustique
- Thierry Fervant - claviers, chœurs
- Dominique Meyer - harmonica, chœurs
- Terry Mauley - banjo